# Transports à Madagascar

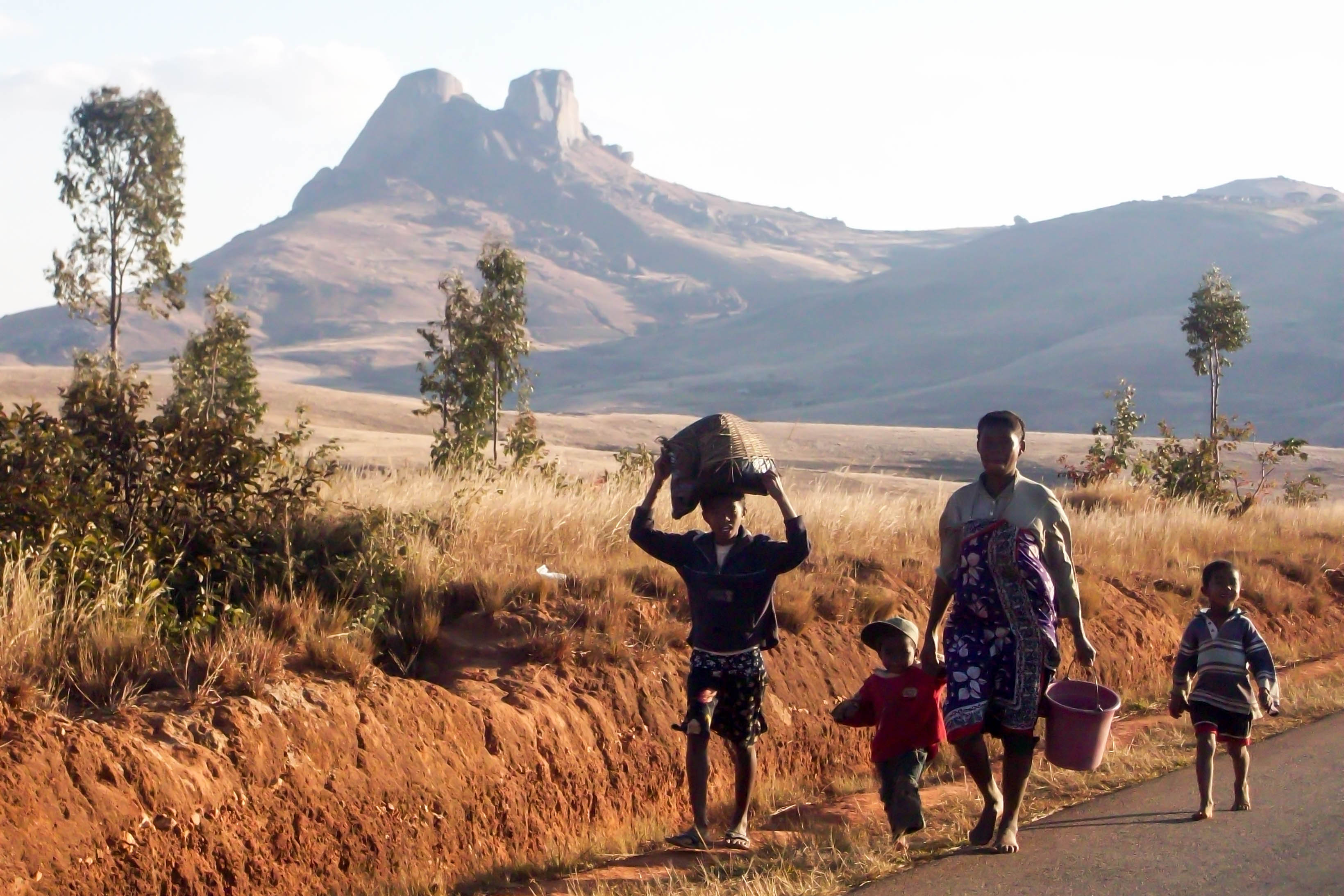
La route nationale 2 est le principal axe économique du pays. Cette route aussi axe touristique relie Toamasina à Antananarivo.

## Généralités

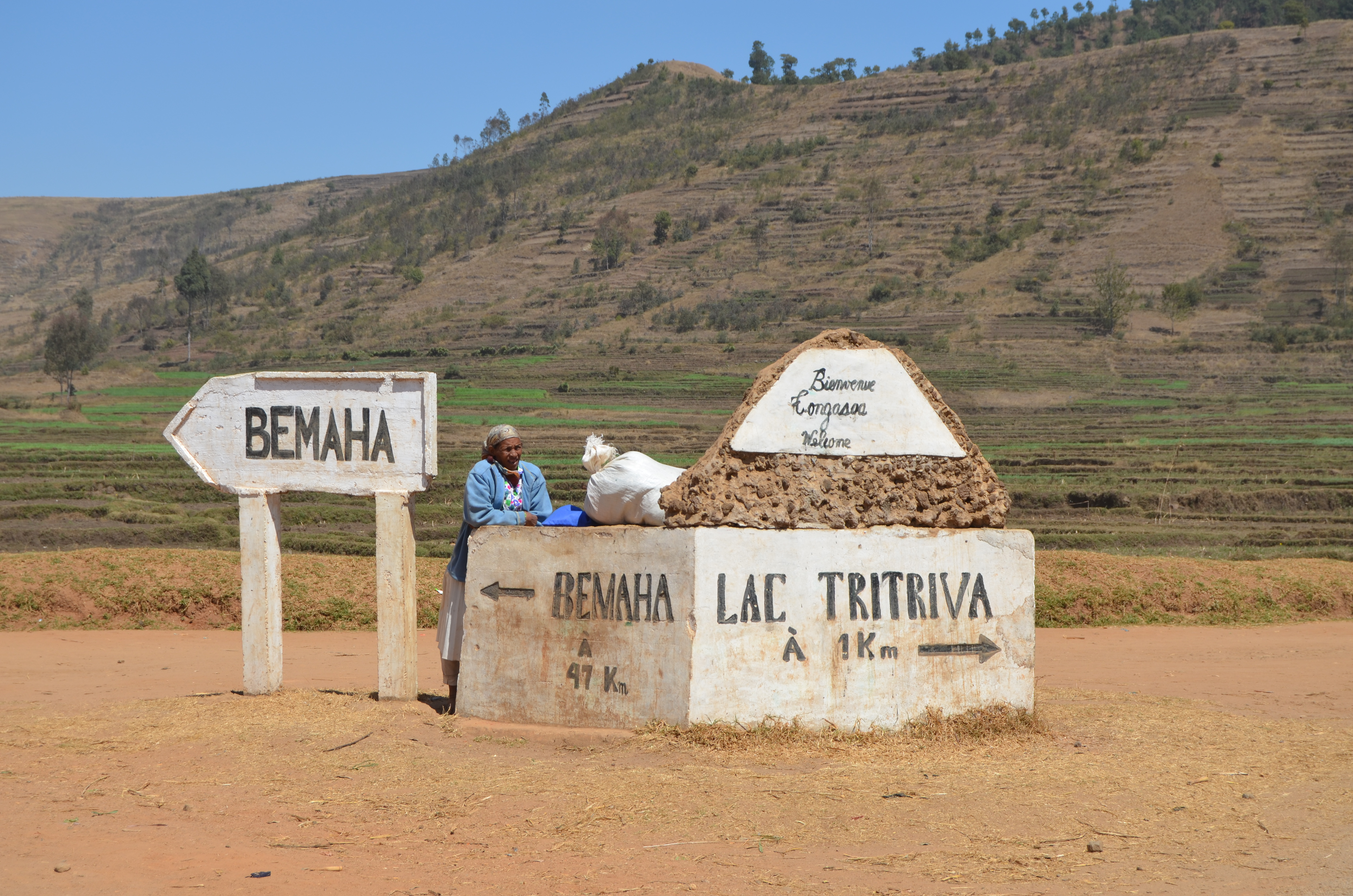
Signalisation routière dans le Vakinankaratra.

| Transports par types | Transports par types | Transports par types |
| -------------------- | -------------------- | -------------------- |
|                      |                      |                      |
| Routes               | 49 250 km            | 49 250 km            |
| Canaux               | 580 km               | 580 km               |
| Gazoduc              | ... km               | ... km               |
| Oléoduc              | ... km               | ... km               |
| Aérodromes (CAP)     | 56                   | 56                   |

## Transport ferroviaire

Carte du réseau ferroviaire malgache.

Il existe quatre lignes de chemin de fer à Madagascar, totalisant 836 km de voies ferrées, ces lignes étant toutes à l'écartement métrique :
- Tananarive-Côte Est (TCE) entre Tananarive et Toamasina via Moramanga (372 km) ;
- Moramanga-Lac Alaotra (MLA) entre Moramanga et Ambatondrazaka (142 km) ;
- Tananarive-Antsirabe (TA - 159 km) ;
- Fianarantsoa-Côte Est (FCE) entre Fianarantsoa et Manakara (163 km).

La section Antsirabe-Fianarantsoa n'ayant jamais été terminée, la ligne Fianarantsoa-Manakara est isolée du reste du réseau.
Les 3 premières sont exploitées par Madarail (groupe Vecturis) qui a entrepris un vaste programme de remise à niveau, avec pour objectif de rétablir le trafic voyageurs et fret sur l'ensemble du réseau.
Actuellement, les trains de voyageurs circulent entre Moramanga et Toamasina. Cette partie de la ligne a été ouverte en priorité car elle dessert des localités difficile d'accès par la route.
La ligne Fianarantsoa-Manakara est également ouverte aux voyageurs.

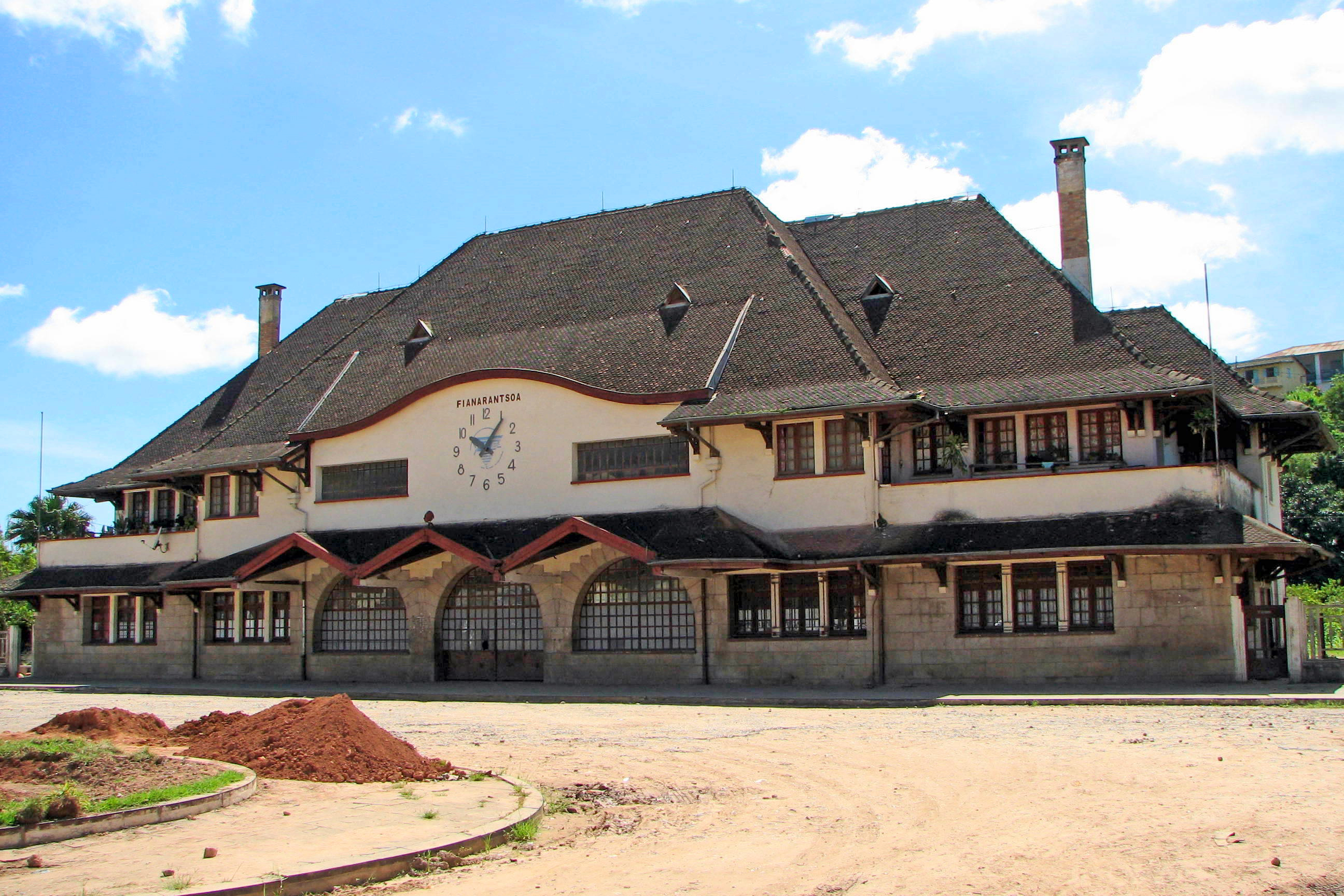
La gare de Fianarantsoa.
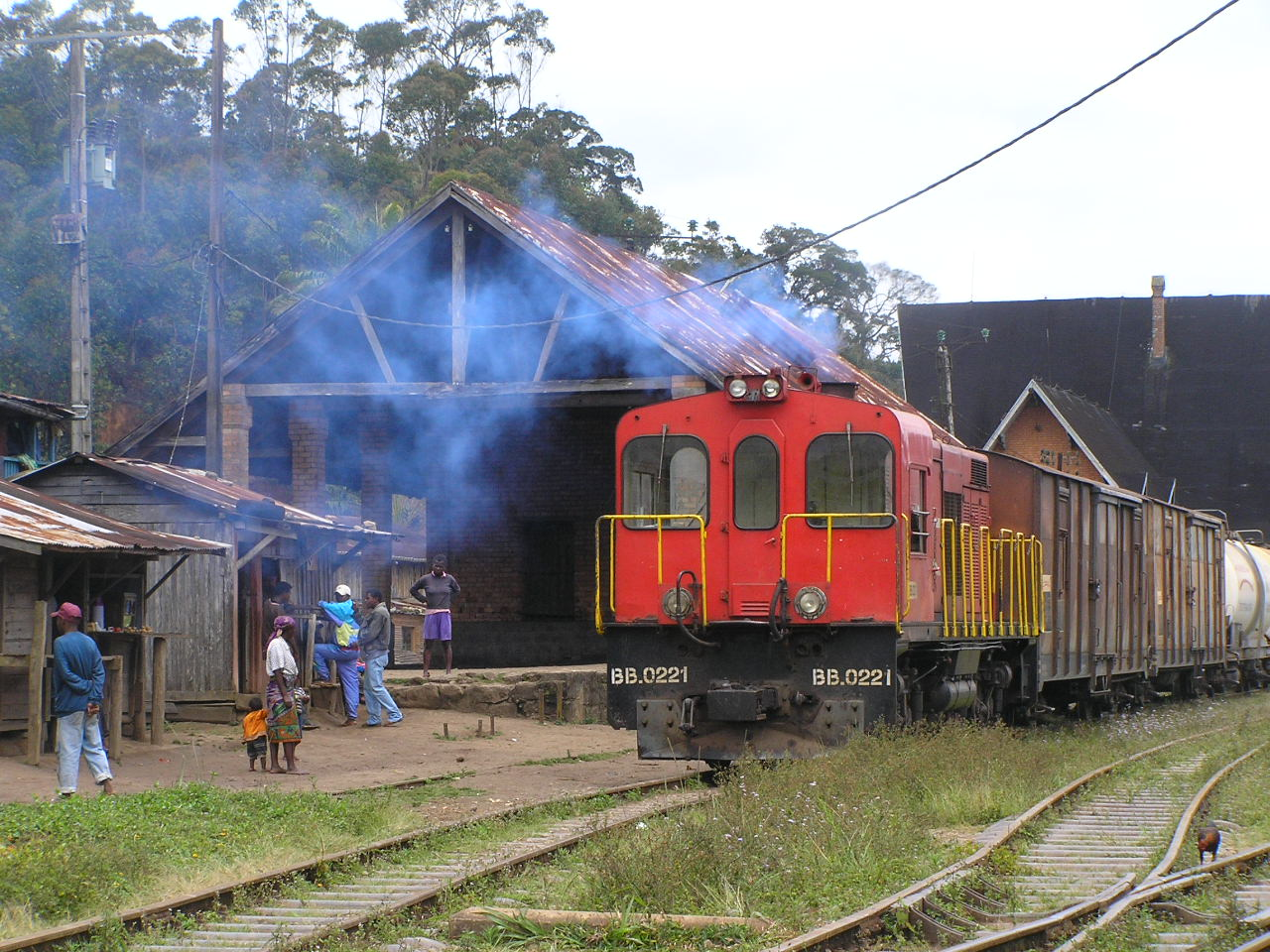
Un train en attente dans une gare à Andasibe, Madagascar.

## Transport routier

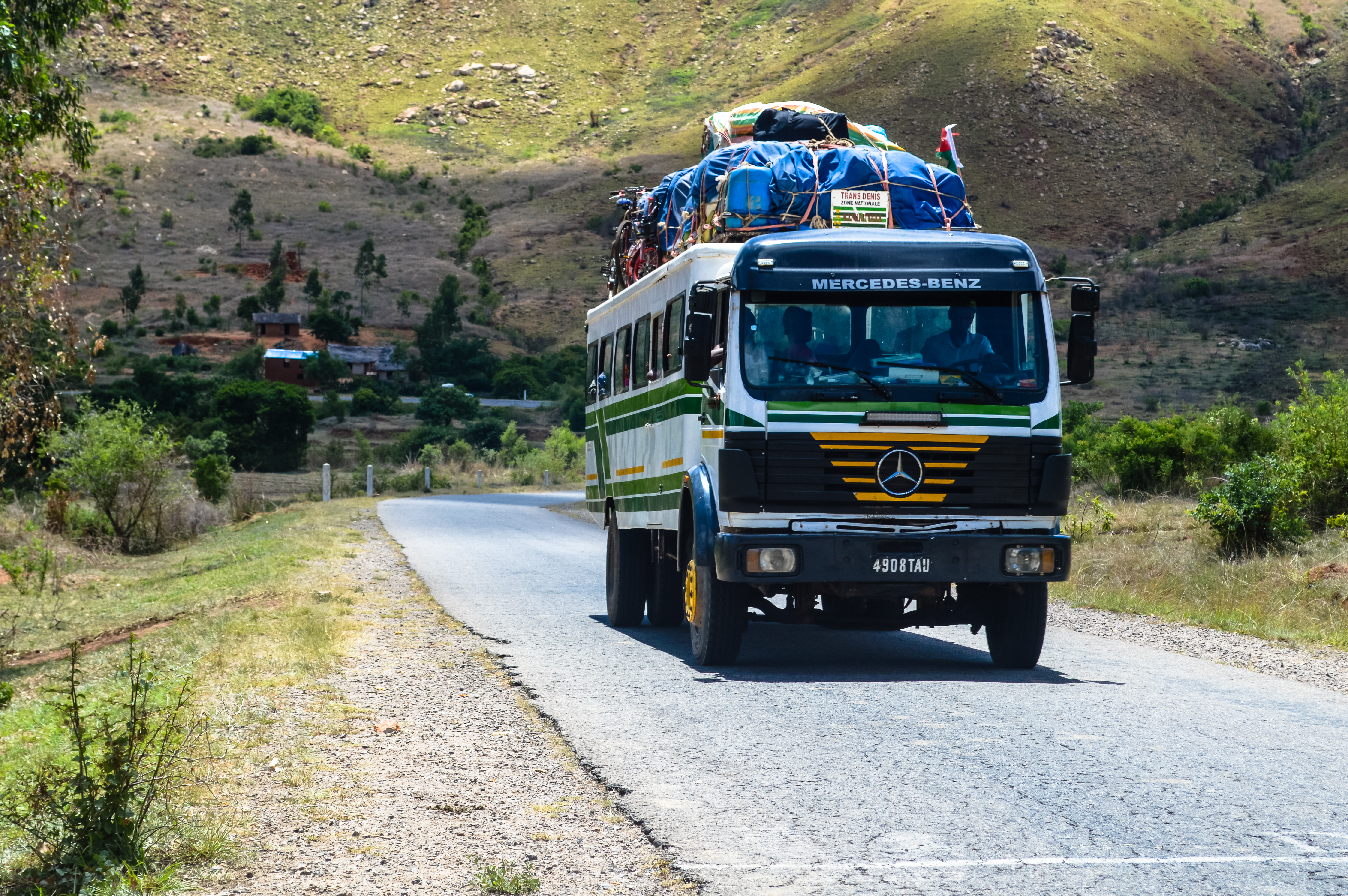
servant de taxi-brousse.

Madagascar compte environ 49 250 km de routes/pistes dont environ 2 000 km bénéficient d'un revêtement offrant des conditions de circulation de "bonnes" à "dégradées"  
La RN 1relie Antananarivo -Belobaka vers l'ouest, la RN 2 relie Antananarivo-Toamasina, la RN 3 relie Antananarivo-Lac Alaotra, la RN 4 relie Antananarivo-Majunga, la RN 5 relie Toamasina-Maroantsetra, la RN 6 relie Antananarivo-Antsiranana, la RN 7 relie Antananarivo-Toliara.     

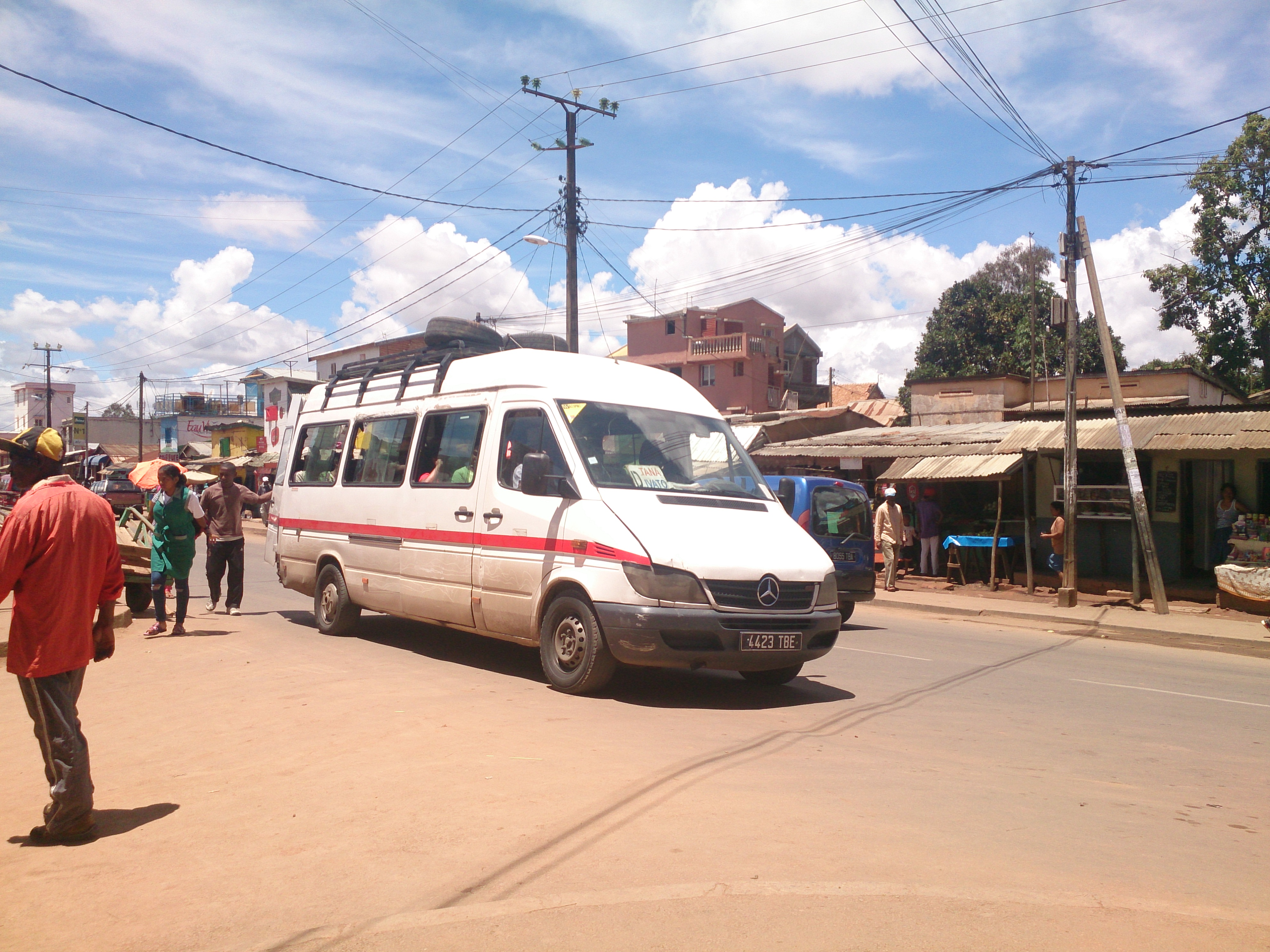
Le Mercedes-Benz Sprinter est le véhicule le plus utilisée dans le transport en commun à Antananarivo, comme celui-ci reliant la capitale à Ivato.

La route nationale 7 reliant Antananarivo à Toliara d'une longueur de 936 km, est le principal axe touristique du pays.
La route nationale 2 reliant Toamasina à Antananarivo reste l'axe économique le plus important de Madagascar.
À Antananarivo, les véhicules de transport en commun sont composés majoritairement de Mercedes-Benz Sprinter importés en occasion d'Europe.

## Transport maritime

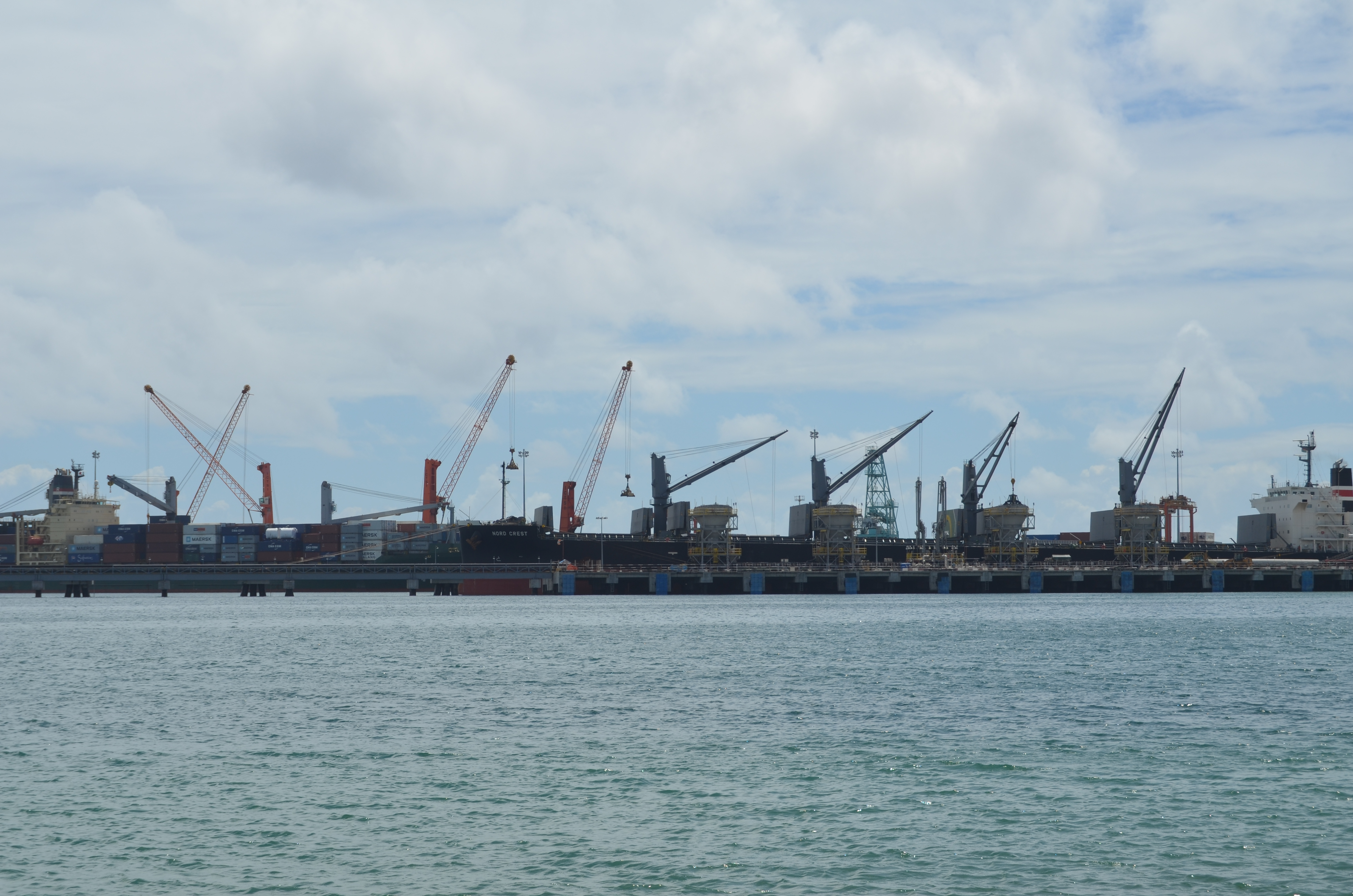
Port de Toamasina.

Le transport maritime est très centralisé sur le port de Toamasina/Tamatave qui gère 80 % du trafic international et près de 95 % du trafic conteneurs. Le trafic global est estimé à 1,7 million de tonnes/an dont 70 % conteneurisé. Le port d’Ehola proche de Taolagnaro/Fort Dauphin a été construit par la compagnie minière Rio Tinto pour l’exportation de l’ilménite qui est exploitée à proximité. Les autres ports à trafic significatif sont Toliara/Tuléar, Antsiranana/Diego Suarez et Mahajanga. 

### Ports importants
Antsiranana, Mahajanga, Toamasina, Toliara, Tôlanaro (nouveau port d'Ehoala ouvert en 2009).

## Transport fluvial

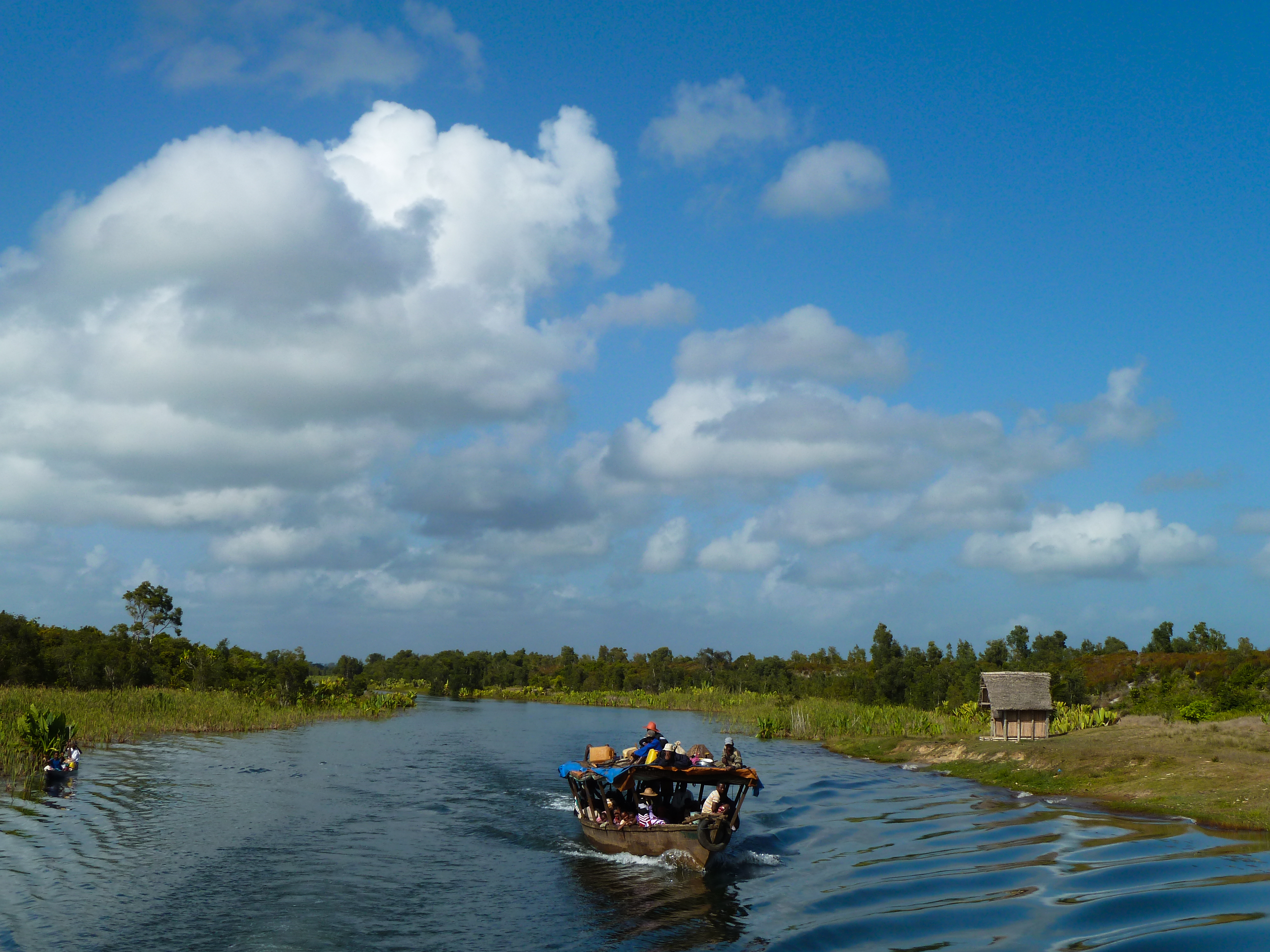
Canal des Pangalanes, Mananjary Madagascar.

Le canal des Pangalanes est un canal du XXe siècle long de 700km, situé sur la partie est de Madagascar, entre Tamatave et Farafangana.

## Transport aérien

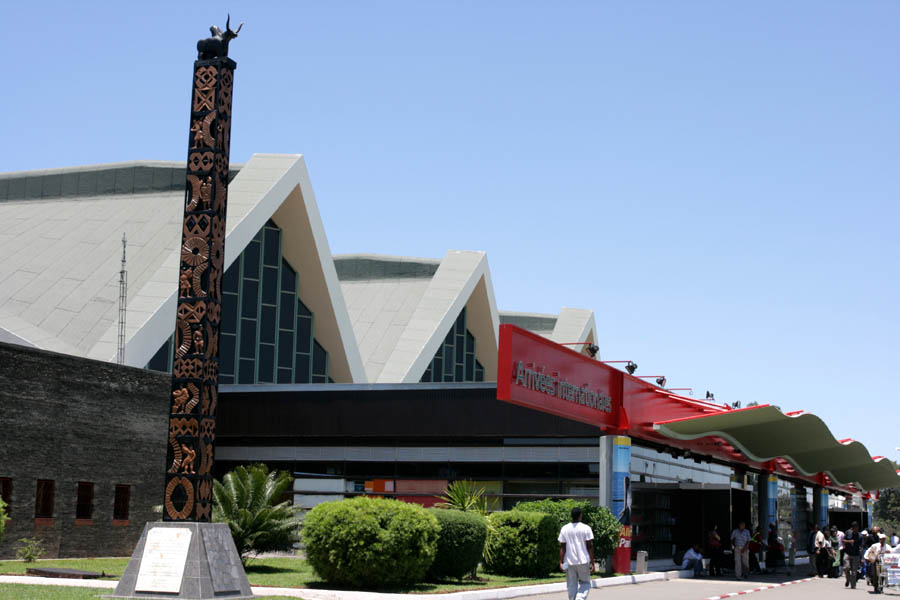
Aéroport international d'Ivato

Madagascar compte 56 aéroports et aérodromes ouverts à la Circulation Aérienne Publique (CAP).
| Aérodromes             | OACI                   | OACI  | OACI    | Piste L x l (m) | Alt. (m) | Gestionnaire    |
| ---------------------- | ---------------------- | ----- | ------- | --------------- | -------- | --------------- |
| Ambalavao*             | FMSA                   | FMSA  | FMSA    | 945x40          | 972      | ADEMA           |
| Amabatomainty          | -                      | -     | -       | 920x30          | 320      | AVOTRA          |
| Ambatondrazaka*        | FMMZ                   | FMMZ  | FMMZ    | 1200x30         | 766      | Fikambanan’ny   |
| Ambilobe Mahavavy*     | FMNE                   | FMNE  | FMNE    | 1500x30         | 22       | ADEMA           |
| Ampampamena            | FMNZ                   | FMNZ  | FMNZ    | 960x15          | 11       | FANORO          |
| Ampanihy*              | FMSY                   | FMSY  | FMSY    | 110x30          | 235      | ADEMA           |
| Analalava              | FMNL                   | FMNL  | FMNL    | 1030x26         | 105      | M. Amada        |
| Andapa*                | FMND                   | FMND  | FMND    | 1250x30         | 473      | ADEMA           |
| Ankavandra*            | FMMK                   | FMMK  | FMMK    | 1000x30         | 130      | M. Randrianante |
| Akazoabo*              | FMSZ                   | FMSZ  | FMSZ    | 1070x45         | 430      | ADEMA           |
| Antalaha Antsirabato*  | FMNH                   | FMNH  | FMNH    | 1193x27         | 7        | HAROLD          |
| Antsalova*             | FMMG                   | FMMG  | FMMG    | 920x30          | 168      | ADEMA           |
| Antsirabe*             | FMME                   | FMME  | FMME    | 1200x44         | 1523     | ADEMA           |
| Antsiranana Arrachart  | FMNA                   | FMNA  | FMNA    | 1500x30         | 114      | ADEMA           |
| Antsohihy Ambalabe*    | FMNW                   | FMNW  | FMNW    | 1500x30         | 28       | FANORO          |
| Belanana Ankaizina*    | FMNB                   | FMNB  | FMNB    | 1215x30         | 1120     | ADEMA           |
| Befandriana Avaratra*  | FMNF                   | FMNF  | FMNF    | 1270X50         | 250      | ADEMA           |
| Bekily*                | FMSL                   | FMSL  | FMSL    | 1280X40         | 387      | ADEMA           |
| Belo sur Tsiribihina*  | FMML                   | FMML  | FMML    | 850X20          | 47       | AERO SUD OUEST  |
| Beroroha Antsoa*       | FMSB                   | FMSB  | FMSB    | 950x30          | 250      | ADEMA           |
| Besalampy*             | FMNQ                   | FMNQ  | FMNQ    | 850x20          | 38       | VOROMAHERY      |
| Betioky*               | FMSV                   | FMSV  | FMSV    | 1330x30         | 280      | ADEMA           |
| Betroka*               | FMSE                   | FMSE  | FMSE    | 1200x30         | 866      | ADEMA           |
| Farafangana*           | FMSG                   | FMSG  | FMSG    | 1050x25         | 8        | SEEM            |
| Fianarantsoa Beravina  | FMSF                   | FMSF  | FMSF    | 1250x25         | 1115     | ADEMA           |
| Ihosy*                 | FMSI                   | FMSI  | FMSI    | 1600x30         | 762      | SEEM            |
| Ivato Antananarivo     | FMMI                   | FMMI  | FMMI    | 3100x45         | 1279     | RAVINALA        |
| Mahajanga Philibert    | FMNM                   | FMNM  | FMNM    | 2200x45         | 13       | ADEMA           |
| Mahanoro               | Mahanoro               | FMMH  | 1350x30 | 1350x30         | 5        | ADEMA           |
| Maintirano*            | Maintirano*            | FMMO  | 1285x40 | 1285x40         | 23       | ENTRAPIDE       |
| Malaimbandy*           | Malaimbandy*           | FMMC  | 1195x30 | 1195x30         | 182      | ADEMA           |
| Manakara               | Manakara               | FMSK  | 1200x25 | 1200x25         | 10       | VELOGNIZY       |
| Mananara Avaratra*     | Mananara Avaratra*     | FMNC  | 1250x25 | 1250x25         | 3        | KALOFARY        |
| Mananjary              | Mananjary              | FMSM  | 1500x30 | 1500x30         | 6        | ADEMA           |
| Mandabe*               | Mandabe*               | FMSC  | 1070x30 | 1070x30         | 290      | ADEMA           |
| Mandritsara*           | Mandritsara*           | FMNX  | 1140x30 | 1140x30         | 307      | FIVOARANA       |
| Manja*                 | Manja*                 | FMSJ  | 1600x30 | 1600x30         | 220      | AERO SUD OUEST  |
| Maroanysetra           | Maroanysetra           | FMNR  | 1300x30 | 1300x30         | 4        | GOEM            |
| Miandrivazo*           | Miandrivazo*           | FMMN  | 1100x30 | 1100x30         | 62       | FANAVOTAMA      |
| Morafenobe*            | Morafenobe*            | FMMR  | 850x20  | 850x20          | 228      | TAFITA          |
| Morombe                | Morombe                | FMSRa | 1300x30 | 1300x30         | 5        | AERO SUD OUEST  |
| Morondava              | Morondava              | FMMV  | 1500x30 | 1500x30         | 9        | ADEMA           |
| Nosy be Fascène        | Nosy be Fascène        | FMNN  | 2230x45 | 2230x45         | 11       | RAVINALA        |
| Port Bergé*            | Port Bergé*            | FMNG  | 1300x30 | 1300x30         | 65       | TAMBABE         |
| Sainte-Marie           | Sainte-Marie           | FMMS  | 1414x30 | 1414x30         | 4        | ADEMA           |
| Sambava Sud            | Sambava Sud            | FMNS  | 1800x30 | 1800x30         | 6        | ADEMA           |
| Soalala Andranomavo*   | Soalala Andranomavo*   | FMNO  | 1250x20 | 1250x20         | 43       | Aly Ibrahim     |
| Tambohorano            | Tambohorano            | FMMU  | 1000x35 | 1000x35         | 7        | ADEMA           |
| Toamasina Ambalamanasa | Toamasina Ambalamanasa | FMMT  | 2200x40 | 2200x40         | 4        | ADEMA           |
| Tolagnaro              | Tolagnaro              | FMSD  | 1800x30 | 1800x30         | 8        | ADEMA           |
| Toliara                | Toliara                | FMST  | 2000x30 | 2000x30         | 9        | ADEMA           |
| Tsaratranana           | Tsaratranana           | FMNT  | 1075x30 | 1075x30         | 327      | ADEMA           |
| Tsiroanomandidy        | Tsiroanomandidy        | FMMX  | 1075x30 | 1075x30         | 846      | ADEMA           |
| Vangaindrano*          | Vangaindrano*          | FMSU  | 900x30  | 900x30          | 13       | ZAMA            |
| Vatomandry*            | Vatomandry*            | FMMY  | 1175x33 | 1175x33         | 12       | ADEMA           |
| Vohimarina             | Vohimarina             | FMNY  | 1300x25 | 1300x25         | 6        | FLOR IBIS       |

Aviation Civile de Madagascar juin 2017
*aérodromes dont l’utilisation est soumise à observation(s) de la part de l’Aviation Civile de Madagascar (tour de piste obligatoire avant atterrissage, sans assistance au sol, restriction en saison de pluie…)
Les deux seuls aéroports équipés d’un ILS (instrument landing system) permettant un atterrissage aux instruments sont Ivato Antananarivo et Toamasina Ambalamanasa.
Cinq aéroports (Mahajanga, Nosy Be, Sambava, Tolagnaro et Toliara) sont équipés d’un VOR/DME permettant la transmission à l’équipage des paramètres d’atterrissage.
Huit aéroports (Antalaha, Antsiranna, Antsohihy, Fianarantsoa, Mananjary, Maroantsetra et Saint Marie) sont uniquement équipés d’une balise NDB/L permettant à l’équipage de localiser l’aéroport.
Les 41 autres aérodromes ouverts à la circulation aérienne publique ne sont pas équipés de moyens de localisation et seulement 5 d’entre eux sont joignables par l’équipage par radio sur 5484 kHz. 
Seuls 11 aéroports accueillent des vols commerciaux réguliers : 
| Aéroport                   | Code IATA | Long. Piste (m) | Alt. (m) |
| -------------------------- | --------- | --------------- | -------- |
| Antananarivo               | TNR       | 3 100           | 1 279    |
| Antsiranana (Diego Suarez) | DIE       | 1 500           | 114      |
| Mahajanga                  | MJN       | 2 200           | 26       |
| Maroantsetra               | WNM       | 1 300           | 13       |
| Morondava                  | MOQ       | 1 500           | 9        |
| Nosy Be                    | NOS       | 2 230           | 11       |
| Sainte Marie               | SMS       | 1 414           | 2        |
| Sambava                    | SVB       | 1800            | 6        |
| Toamasina (Tamatave)       | TMM       | 2 200           | 6        |
| Tolagnaro (Fort Dauphin)   | FTV       | 1 800           | 8        |
| Toliara (Tuléar)           | TLE       | 2 000           | 5        |

### Les compagnies aériennes malgaches

#### Madagascar Airlines
En 2024, la compagnie n'effectue que des vols domestiques et ne dessert que les 11 aéroports nationaux à trafic commercial régulier. 
Elle dessert Paris Orly en partage de code avec la compagnie Corsair.
Sa flotte (septembre 2024) est composée de :
- ATR 72-500 (1)
- ATR 72-600 (1)
- Bombardier Q400 (1) (en ACMI avec la Compagnie Cem'Air)[6]

#### Autres compagnies privées
Plusieurs autres compagnies aériennes privées opèrent sur le territoire malgache : STA, MTA, TOA... Elles assurent des vols privés (affaires, tourisme, évacuation sanitaire) domestiques et régionaux.